# Episodi di The Unit (quarta stagione)
La quarta stagione della serie televisiva The Unit è stata trasmessa negli USA dal 28 settembre 2008 al 10 maggio 2009; in Italia la prima parte (ep. 1-14) è stata trasmessa dal 5 giugno al 4 settembre 2010 su Rete 4, mentre la seconda parte (ep. 15-22) è stata trasmessa dal 21 ottobre all'11 novembre 2010 sul canale satellitare FX.
| nº | Titolo originale     | Titolo italiano          | Prima TV USA      | Prima TV Italia  |
| -- | -------------------- | ------------------------ | ----------------- | ---------------- |
| 1  | Sacrifice            | Sotto copertura          | 28 settembre 2008 | 5 giugno 2010    |
| 2  | Sudden Flight        | Volo imprevisto          | 5 ottobre 2008    | 12 giugno 2010   |
| 3  | Sex Trade            | Merce di scambio         | 12 ottobre 2008   | 19 giugno 2010   |
| 4  | The Conduit          | Operazione "Il condotto" | 19 ottobre 2008   | 26 giugno 2010   |
| 5  | Dancing Lessons      | Donne in azione          | 26 ottobre 2008   | 3 luglio 2010    |
| 6  | Inquisition          | Senza perdono            | 2 novembre 2008   | 10 luglio 2010   |
| 7  | Into Hell (Part 1)   | Codice di morte          | 9 novembre 2008   | 17 luglio 2010   |
| 8  | Into Hell (Part 2)   | In attesa di sentenza    | 16 novembre 2008  | 24 luglio 2010   |
| 9  | Shadow Riders        | Cavaliere nell'ombra     | 23 novembre 2008  | 31 luglio 2010   |
| 10 | Misled and Misquided | Missione antrace         | 30 novembre 2008  | 7 agosto 2010    |
| 11 | Switchblade          | Colpo di fulmine         | 21 dicembre 2008  | 14 agosto 2010   |
| 12 | Bad Beat             | Gioco d'azzardo          | 4 gennaio 2009    | 21 agosto 2010   |
| 13 | The Spear of Destiny | La lancia del destino    | 11 gennaio 2009   | 28 agosto 2010   |
| 14 | The Last Nazi        | L'ultimo nazista         | 15 febbraio 2009  | 4 settembre 2010 |
| 15 | Hero                 | La nuova recluta         | 8 marzo 2009      | 21 ottobre 2010  |
| 16 | Hill 60              | Minaccia mortale         | 15 marzo 2009     | 21 ottobre 2010  |
| 17 | Flesh & Blood        | Carne e sangue           | 22 marzo 2009     | 28 ottobre 2010  |
| 18 | Best Laid Plans      | Identità coperte         | 29 marzo 2009     | 28 ottobre 2010  |
| 19 | Whiplash             | Caccia aperta            | 12 aprile 2009    | 4 novembre 2010  |
| 20 | Chaos Theory         | Pericolo per Molly       | 26 aprile 2009    | 4 novembre 2010  |
| 21 | Endgame              | Gioco finale             | 3 maggio 2009     | 11 novembre 2010 |
| 22 | Unknown Soldier      | Il milite ignoto         | 10 maggio 2009    | 11 novembre 2010 |